# 三權廣場
三權廣場（葡萄牙語：Praça dos Três Poderes、(葡萄牙語發音：[ˈpɾasɐ dus ˈtɾes poˈdeɾis])是位於巴西首都巴西利亞聯邦區的一個廣場。這個名字來源於廣場周圍三個政府權力的存在：由普拉納托宮（總統辦公室）代表的行政部門，國民會議宮代表的立法部門（巴西國民議會），以及由巴西最高法院代表的司法部門。該建築群是巴西國家一級立法機構的所在地。 除了三座主要建築外，其他建築和紀念碑也構成了廣場的景觀。
該廣場的建築及佈局是由盧西奧·科斯塔和奧斯卡·尼邁耶設計，作為三權鼎立的場所，三權廣場現已成為巴西利亞的代表象徵以及旅遊勝地。

## 廣場設施
|     | 圖像中的數字對應於以下地標、博物館和其他代表建築物中的編號。 |
| 1   | 遊客中心                                                     |
| 2   | 奧斯卡·尼邁耶鴿舍                                            |
| 3   | 巴西最高法院                                                 |
| 4   | 阿爾弗雷多·切斯基亞蒂雕塑《正義》                            |
| 5   | 盧西奧科斯塔博物館                                           |
| 6   | 众议院四號側僂                                               |
| 7   | 城市博物館                                                   |
| 8   | 以色列皮涅羅紀念碑                                           |
| 9   | 伊塔馬拉蒂宮（巴西外交部）                                   |
| 10  | 紀念軸                                                       |
| 11  | 聯合國教科文組織紀念碑                                       |
| 12  | 巴西國民議會                                                 |
| 12a | 众议院                                                       |
| 12b | 联邦参议院                                                   |
| 13  | 巴西利亞電視塔                                               |
| 14  | 布魯諾·喬治雕塑《The Warriors》                              |
| 15  | 众议院二號側僂                                               |
| 16  | 普拉納托宮                                                   |

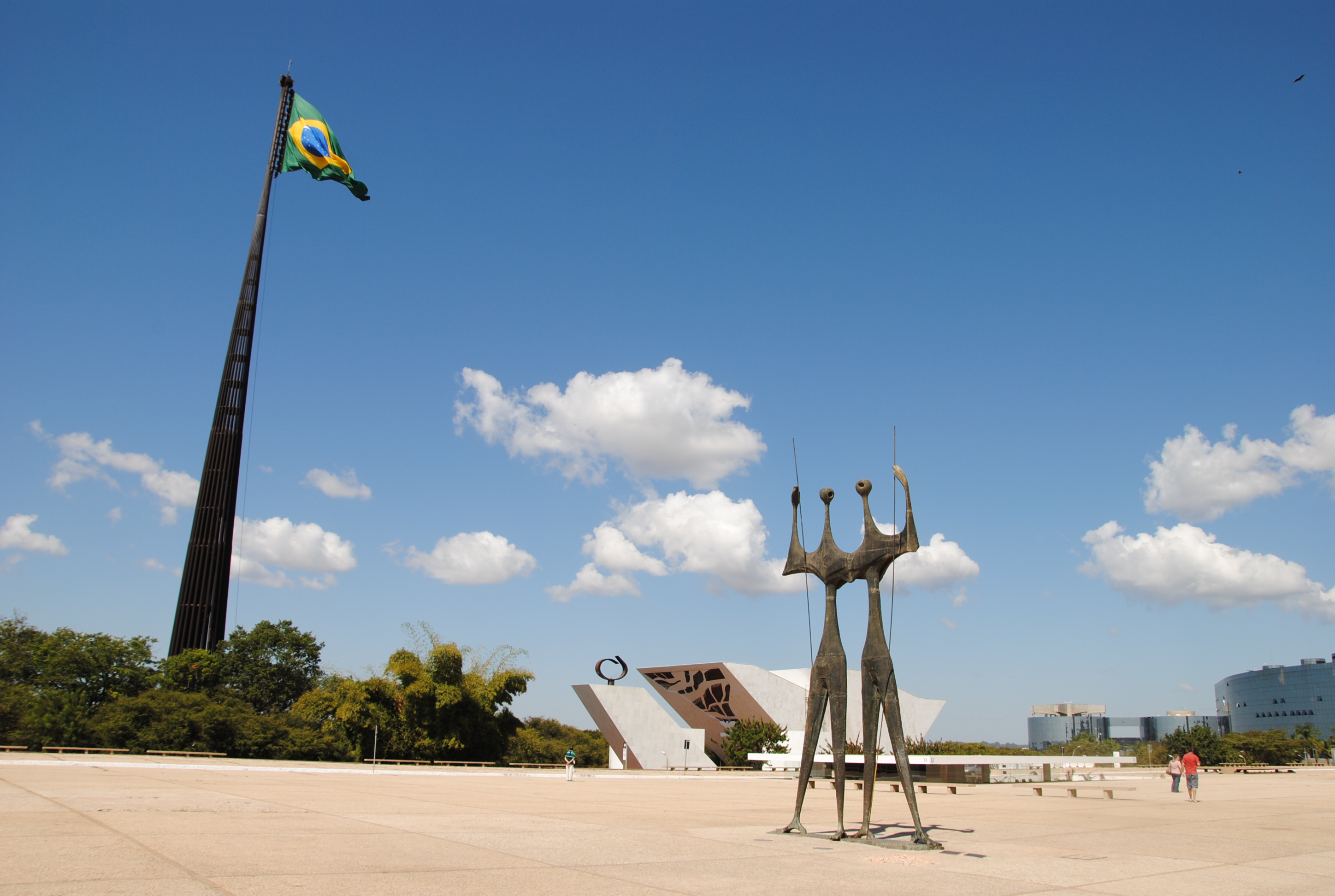
帶有巴西國旗和雕塑《Os Candangos》的三權廣場。

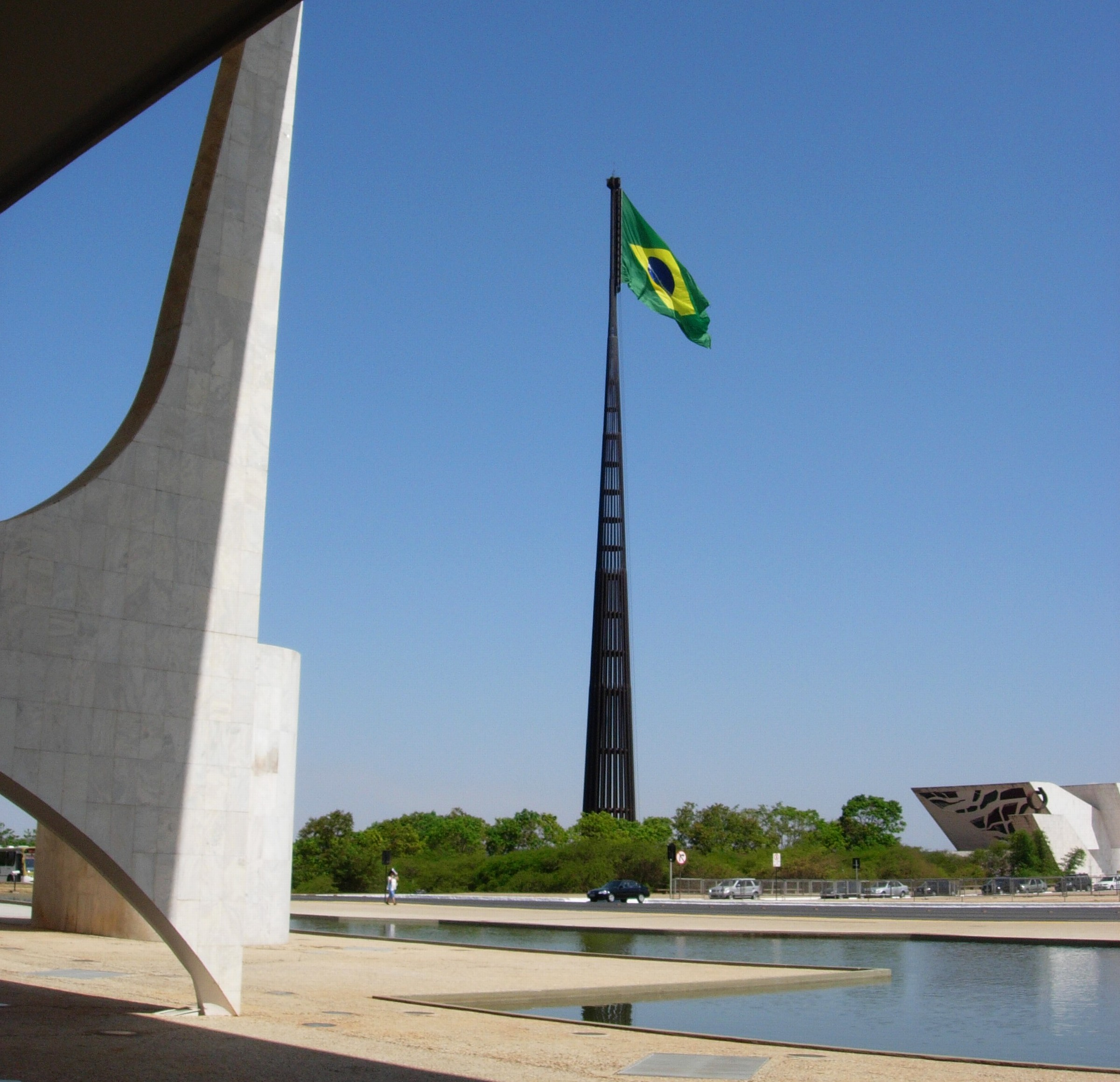
廣場飄揚的巴西國旗。

該廣場是世界上最大旗幟的所在地，自首都於1960年4月21日落成以來，升起的巴西國旗重約600公斤（1300磅）並且從未被取下（不包括每月更換一次）。該廣場現由巴西軍隊的總統衛隊營和第一衛隊騎兵團（獨立龍騎兵）保護。
2023年，廣場發生前總統雅伊爾·博爾索納羅支持者的襲擊事件。

## 外部連結
- （葡萄牙語） Photos 360° of Square of the Three Powers – GUIABSB
- Changing of the Flag Ceremony in Three Powers Plaza （页面存档备份，存于） – from YouTube